# Invasión epirota del Peloponeso
La invasión epirota del Peloponeso fue una operación militar llevada a cabo por Pirro, rey de Epiro, contra las polis griegas del Peloponeso en 272 a. C.

## Antecedentes
Cleónimo había sido excluido del trono espartano muchos años atrás, y había recibido recientemente un nuevo insulto de la familia que reinaba en su lugar: Acrótato, hijo de Areo I, había seducido a Quelidonis, joven esposa de Cleónimo. Este, ávido de venganza, acudió a la corte de Pirro y le persuadió para declarar la guerra a Esparta.

## Planificación
Inmediatamente al recibir la invitación de Cleónimo, Pirro empezó a hacer los preparativos en una escala muy amplia para la campaña prevista. Reunió a todas las tropas que se podrían disponer, tanto de Macedonia y Epiro. Se recaudaban siempre impuestos y contribuciones, pertrechos militares de todo tipo, y entró en todos los demás acuerdos necesarios para tal empresa. Estas operaciones preliminares requerían un tiempo considerable, por lo que no estaba listo para comenzar su marcha hasta el año siguiente. Cuando todo estuvo listo, se encontró con un ejército consistente de 25.000 infantes, 2.000 caballeros, y un grupo de 24 elefantes. Tenía dos hijos, ninguno de los cuales, al parecer, tenía la edad suficiente para ser confiados con el comando, ya sea de Macedonia o de Epiro, en su ausencia, y en consecuencia decidido llevárselos con él. Sus nombres eran Ptolomeo y Heleno. A sí mismo Pirro en ese tiempo tendría unos 45 años de edad. Aunque en esta expedición Cleónimo supone que Pirro iba a Grecia solo como su aliado, y que su único objetivo era deponer a Areo y ponerlo en el trono en su lugar. La verdadera intención de Pirro era, que mientras el invadía el país en nombre de Cleónimo, lo conquistar todo, con el fin de añadir la región a sus propios dominios. Por supuesto, le dio a entender a Cleónimo que apoyaba su causa. La llegada de Pirro había producido naturalmente gran emoción y conmoción en Esparta. Su fama como jefe militar era conocido en todo el mundo, y la invasión de su país por un conquistador de este tipo, a la cabeza de la fuerza tan grande, se esperaba que hubiera una gran alarma entre la gente. Los espartanos, sin embargo, no eran muy acostumbrados a sentirse alarmados. De inmediato comenzaron a hacer los preparativos para defenderse.

## La Campaña
Se despachó una embajada para hablar con Pirro en el camino, y la demanda por lo cual iba a venir. Pirro hizo evasivas y deshonestas respuestas. No es mi intención, dijo, cometer hostilidades contra Esparta. Su asunto era con otras ciertas ciudades del Peloponeso, que estaban durante mucho tiempo bajo un yugo extranjero, y que estaba llegando a liberarlas. Los espartanos no fueron engañados con estas palabras, por lo que se dieron cuenta de las intenciones de Pirro. Su ejército continuó avanzando, y en su progreso empezó a apoderarse y saquear las ciudades pertenecientes al territorio espartano. Cuando los enviados lacedemonios le reprocharon actuar en contra de sus palabras, éste respondió sonriendo:

Cuando vosotros los espartanos resolvéis hacer la guerra, es vuestra costumbre no informar de ello al enemigo. No me acuséis, por tanto, de injusticia, si he utilizado una estratagema espartana contra los mismos espartanos.
Pirro

Esta contestación fue prácticamente reconocida, que el objeto de la expedición fue un ataque a la propia Esparta. Los embajadores así lo entendieron, y aceptaron el desafío invasor.

Que haya guerra entonces, si lo quiere así. Nosotros no le tememos a usted, comprobaremos si usted es un dios o un hombre. Si usted es un dios, no le haremos ningún daño. Si usted es un hombre, le hará daño cualquier hombre de Esparta.

Los embajadores luego regresaron a Esparta, y la gente de inmediato siguieron adelante con toda diligencia los preparativos para poner la ciudad en una actitud de defensa. Pirro continuó su marcha, y al fin, hacia el atardecer, se acercó a las paredes de la ciudad. Cleónimo, que sabía muy bien a qué clase de enemigos tenían que hacer frente, con urgencia recomienda que el asalto debía hacerse de noche, en el supuesto caso de que los espartanos serían capaces de crear defensas adicionales, para resistir el ataque del día siguiente. Sin embargo, Pirro no estaba dispuesto a hacer el ataque hasta el día siguiente. Se sentía completamente seguro de su premio, y por consiguiente, no tiene prisa de apoderarse de ella. El pensó que, si el ataque se hiciera en la noche, los soldados saquearían la ciudad, y por eso perdería una parte considerable del botín que esperaba asegurar para sí mismo. Se podría controlar mejor en el día. En consecuencia decidido permanecer en su campo, fuera de la ciudad, durante la noche, y comenzar el asalto en la mañana. Así que ordenó levantar las tiendas en la llanura, y se sentó tranquilamente.Por el momento, la actividad reinante dentro de los muros. La  Apella de la ciudad fue convocada, y se dedicó a debatir y decidir las diversas preguntas que necesariamente surgen en tal emergencia. Se propuso un plan para retirar a las mujeres de la ciudad, a fin de salvarlas del terrible destino que inevitablemente les espera, si el ejército de Pirro tenía éxito el día siguiente. Se pensó que podrían salir en secreto si iban por el lado opuesto en que se encontraba el campamento de Pirro, y de allí ser conducidas a la orilla del mar, donde podrían irse en barcos hasta la isla de Creta, que, se encuentra a poca distancia de la costa de Esparta. Por este medio, las madres e hijas, se salvarían, cualquiera que fuese la suerte de los esposos y hermanos. La noticia de que la Apella discutía ese plan, en las mujeres se despertó la oposición más vigorosa en contra de este plan. Ellas manifestaron que nunca se irían dejando a sus padres, esposos y hermanos en peligro. Una princesa llamada Arquidamia, dio a conocer a la Apella de la opinión que se tenía de esta propuesta. Entró en la cámara de la Apella, con una espada desenvainada en la mano, y detuvo la reunión de los ciudadanos sobre la opinión de las mujeres que no podrían sobrevivir a la destrucción de la ciudad y a la muerte de todos aquellos a quienes amaban. Ellas no quieren ser salvadas, dijo, a menos que todos podrían ser salvados juntos, y le imploró a la Apella para que abandone de una vez por todas esas ideas y les permitieran, en cambio, asumir su parte en los trabajos necesarios para de la defensa de la ciudad. La Apella dio a este recurso, y, abandonaron la idea de enviar a las mujeres fuera de la ciudad, y dirigieron su atención de inmediato a los planes de la defensa.Si bien estas cosas se estaban estudiando en la Apella, en las calles y las viviendas de la ciudad, había un lugar que presentaba una escena de emoción de un tipo muy diferente, es decir, el palacio de Cleónimo. No todos estaban en un estado de impaciencia, esperando la pronta llegada de su amo. Los criados tuvieron la confianza de que si un ataque se haría sobre la ciudad esa noche por el ejército combinado de Cleónimo y Pirro, y suponer que sería un éxito, tan pronto como las tropas tomarían posesión de la ciudad, llegaría primero a su casa, con su distinguido aliado. Por lo tanto se apresuraron, para adornar y preparar las habitaciones de la casa, y preparar un espectáculo magnífico, con el fin de que puedan dar a Cleónimo y su amigo una recepción adecuada cuando llegaran.
Sin embargo, Quelidonis la joven y hermosa mujer de Cleónimo, no estaba allí. Hacía tiempo que había dejado la casa de su marido, y ahora estaba llena de suspenso y ansiedad con respecto a su amenazante regreso. Si la ciudad era tomada, sabía muy bien que ella debía caer nuevamente en poder de su marido, y decidió que nunca sería así mientras viva. Así que se retiró a su habitación, y puso una cuerda alrededor de su cuello, y haciendo todos los preparativos necesarios, esperaba el resultado de la batalla, decidida a suicidarse en el momento en que se escuchen las noticias de que Pirro había obtenido la victoria.
Por el momento, los jefes militares de los espartanos se comprometieron al fortalecimiento de las defensas, y en hacer todos los preparativos necesarios para el conflicto. No obstante, la intención de permanecer dentro de la ciudad, y esperar el ataque de los agresores allí. Con la audacia característica de los espartanos, determinaron, cuando se encontraron con que Pirro no tenía la intención de atacar la ciudad esa noche, que ellos mismos fueran a su encuentro en la mañana. Una de las razones, sin embargo, para esta determinación fue, sin duda, que la ciudad carecía de muros y defensas importantes, como la mayoría de las otras ciudades de Grecia, ya que era una cuestión de orgullo para los espartanos confiar en su fuerza personal y el valor de la protección, en lugar de los baluartes artificiales y torres. Sin embargo, tales ayudas artificiales no eran del todo despreciables, y decidieron hacer todo lo que estaba en su poder a con respecto a esta situación, levantarían un muro de tierra, al amparo de la oscuridad de la noche, a lo largo de la línea sobre la que el enemigo debería de marchar al ataque a la ciudad. Sin embargo, no se emplearían soldados en el trabajo, o cualquier hombre fuerte y sano capaz de portar armas, que deseaban reservar la fuerza de todos estos a esta labor urgente. En consecuencia, fue excavada por los niños, los ancianos, y especialmente por las mujeres. Las mujeres de todos los rangos de la ciudad salieron y bregando toda la noche en este trabajo, después de haber dejado a un lado la mitad de sus ropas, que le dificultaría en la excavación. Toda la noche los trabajos de excavación continuaron, aquellos que eran demasiado jóvenes o demasiado débiles para trabajar estaban empleados en ir y venir, con herramientas que se les exigía, o para traer los alimentos y bebidas para los que estaban cavando la zanja, mientras los soldados permanecían en silencio dentro de la ciudad, en espera de las funciones que iban a recaer sobre ellos en la mañana. La zanja se hizo con una anchura y profundidad suficiente para impedir el paso de los elefantes y de la caballería. Todo este trabajo se realizó en silencio, y en secreto sin ninguna interrupción por parte del campamento de Pirro, y el trabajo se completó antes del amanecer, tan pronto como comenzó a salir el sol, el campamento de Pirro estaba en movimiento, también todo era emoción y conmoción, dentro de la ciudad. Los soldados portaron sus armas, las mujeres se reunieron alrededor de ellos mientras estaban haciendo estos preparativos, los animaban con palabras de simpatía y aliento. 

¡Qué glorioso será para ustedes, lograr una victoria aquí en las afueras de la ciudad, donde todos podremos participar y gozar de su triunfo, e incluso si ustedes caen en el combate, sus madres y sus esposas tomaran sus armas, y se mantendrán en su lugar hasta morir!

## El asedio a Esparta
Cuando todo estuvo listo, los hombres marcharon al encuentro de las columnas ante el avance del ejército de Pirro, y pronto comenzó la batalla. Pirro pronto descubrió que la zanja que habían cavado los espartanos en la noche estaba destinada a obstruir sus operaciones previstas. Los caballos y los elefantes no podían pasar, e incluso todos los hombres, pero si lograron pasar la zanja, pero fueron rechazados al intentar subir la muralla de tierra que se había formado a lo largo de ella, porque la tierra estaba suelta y escarpada, y no les ofrecía ningún lugar seguro. Se hicieron varios intentos para quitar los vagones que se habían formado en los extremos de la zanja, pero todos estos esfuerzos fueron infructuosos. Sin embargo, Ptolomeo, el hijo de Pirro, estuvo muy cerca de tener éxito, estuvo al mando de una fuerza de alrededor de 2.000 galos, y con este cuerpo hizo un círculo, a fin de llegar a la línea de los vagones para destruirlos y darles una gran ventaja para atacarlos. Los espartanos, lucharon muy decididamente en defensa de ellos, pero poco a poco se impusieron los galos, y por fin consiguieron arrastrar varios de los vagones, quitándolos de en medio, y los arrojándolo al río. Al ver esto, el príncipe Acrótato, hijo de Areo que estaba en Creta, le había dejado al mando de Esparta cuando se marchó, y se apresuró a intervenir, se colocó a la cabeza de un pequeño destacamento de 200 o 300 hombres, y, cruzando la ciudad del otro lado, pasó inadvertido y atacó a los galos, que estaban trabajando en los vagones de la parte trasera. Como los galos eran demasiados como para hacerles frente, los atacó por detrás, los galos fueron expulsados debido a la gran confusión. Cuando se logró esta hazaña, Acrótato volvió a la cabeza de su destacamento en la ciudad, jadeante y exhausto por los esfuerzos que había hecho, y cubierto de sangre. Fue recibido con los mayores aplausos y aclamaciones, las mujeres se reunieron alrededor de él, y le abrumaron con agradecimientos y felicitaciones. 
La batalla continuó todo el día, y cuando llegó la noche Pirro encontró que no había hecho ningún progreso de entrada a la ciudad. Sin embargo, ahora estaba obligado a posponer todos los ataques hasta el día siguiente. En el momento oportuno se retiró a descansar, pero se despertó muy temprano en la mañana en un estado de gran excitación, y llamando a algunos de los oficiales a su alrededor, les contó un sueño notable que había tenido durante la noche, y pensaba, que presagiaría el éxito que tendría al día siguiente. En su sueño, caía un relámpago del cielo sobre Esparta, y toda la ciudad estaba en llamas, según el, era un presagio divino que le había prometido cierto éxito, y pidió a los generales reunir las tropas y prepararse para el iniciar el asalto, diciendo: 

Estamos seguros de la victoria de hoy.
Pirro

Si realmente Pirro habría tenido ese sueño, o si tal vez había inventado esa historia con el propósito de inspirar de nuevo el valor y la confianza de sus hombres, que tendrían por el resultado del día anterior, no puede ser totalmente comprobado. Fuera lo que fuese, no logró el efecto deseado. 
Los generales de Pirro, dijeron, en respuesta, que el presagio era adverso, y no propicio, ya que uno de los principios fundamentales de la oniromancia es que el rayo es sagrado donde toca. Estaba prohibido, incluso pisar la tierra donde un rayo había caído, y se debe considerar, por tanto, que el descenso del rayo sobre Esparta, tal como figuraba Pirro en el sueño, estaba destinado a marcar la ciudad como una protección especial de los cielos, y para advertir a los invasores no molestarla. Pirro cambió sus planes, y dijo a sus generales que no tiene importancia sus visiones y sueños. Según el puede servir muy bien para divertir a los ignorantes y supersticiosos, pero a los sabios debe los influencio de otra manera.

Ustedes tiene algo mejor que estas cosas para darles confianza", usted tienen a Pirro por líder, Eso es prueba suficiente de que estén destinados a la conquista.
Pirro

Durante la primera parte del día, sus palabra hicieron grandes progresos, y por un momento parecía que la ciudad estaba a punto de caer en sus manos. Su plan fue primero rellenar la zanja que habían hecho los espartanos, los soldados arrojaron para este propósito grandes cantidades de materiales de todo tipo, tales como tierra, piedras, leña, troncos, y todo lo que tenían a la mano. Se utilizaron para este trabajo inmensas cantidades de cadáveres, que se encontraban dispersas en la llanura, de los resultados del conflicto del día anterior, por medio ellos hizo un puente, los soldados trataron de abrirse paso a través de la zanja, mientras que los espartanos, formados en la parte superior de la muralla de tierra lucharon desesperadamente para repeler el ataque. Durante todo ese tiempo las mujeres iban y venían de la ciudad, sacando agua para los hombres, llevándose a los heridos y moribundos, y los cuerpos de los muertos.
Por fin un número considerable de tropas, que comandaba Pirro en persona, logró romper las líneas espartanas, en un extremo de la muralla que habían levantado. Cuando los hombres descubrieron que los habían forzado a retroceder, levantaron gritos de júbilo y de triunfo, y de inmediato se abalanzaron sobre la ciudad, parecía que para los espartanos todo estaba perdido, la victoria tuvo un incidente inesperado. Una flecha atravesó el pecho del caballo de Pirro, el animal murió lanzando a Pirro al suelo, este hecho, detuvo el ataque de las tropas. Los jinetes se reunieron alrededor de Pirro para rescatarlo del peligro. Esto dio a los espartanos un tiempo récord, de hacer retroceder a los macedonios ya que Pirro estaba lejos de la línea de batalla. Después de recuperarse un poco Pirro comprobó que sus tropas, comenzaron a perder su espíritu y luchaban débilmente a lo largo de la línea, concluyó, que ya no había ninguna posibilidad de lograr su objetivo ese día, y que sería mejor retirarse del campo, en lugar de continuar ya que era claramente una lucha inútil. En consecuencia, puso fin a la acción, y el ejército se retiró a su campamento, antes de que tuviera oportunidad de hacer un tercer intento, sucedieron hechos que cambió por completo sus planes. 

## La derrota de Pirro
Areo I, que estaba en Creta en el momento de la llegada de Pirro, tan pronto como se enteró de la invasión epirota, reunió una gran fuerza a su regreso a Esparta, y entró en la ciudad a la cabeza de 2.000 hombres poco después de rechazar el segundo ataque, que Acrótato había dado a sus enemigos, al mismo tiempo llegaron refuerzos de Corinto, reclutados de la parte norte del Peloponeso, la llegada de estas tropas a la ciudad llena de alegría a los espartanos, y disipando por completo sus temores, consideraron que ahora estaban completamente seguros. Los ancianos y las mujeres, considerando que sus lugares estaban protegidos, se retiraron de toda participación activa de la batalla.
A pesar de esto, Pirro no estaba dispuesto a renunciar al duelo, de hecho la llegada de los refuerzos despertaron su espíritu de nuevo, y con una renovada determinación de conquistar la ciudad a toda costa. En consecuencia, hizo varios intentos desesperados, pero que fueron totalmente infructuosos, y después de una serie de pérdidas y derrotas, se vio obligado a abandonar el asedio y se retiró, a cierta distancia de Esparta, donde estableció un campamento permanente, sus soldados se conformaron con saquear los alrededores, estaba tan molesto e irritado por los disgustos y las decepciones que había sufrido, y esperó con impaciencia la oportunidad de buscar venganza.

## El ataque a Argos

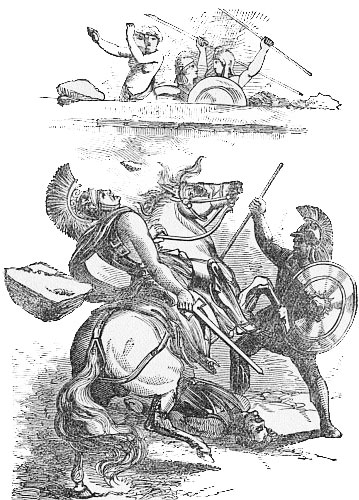
Muerte de Pirro. Ilustración en "History of Pyrrhus" de Abbott, edición de 1901.

Mientras hacía estos preparativos, recibió la invitación de Aristeas, uno de los notables de Argos, para asistirle contra su rival Aristipo, cuya causa favorecía Antígono. Pirro comenzó su avance desde Laconia, pero no alcanzó Argos sin severos combates, pues los espartanos de Areo molestaron su marcha y ocuparon algunos de los pasos de montaña. En uno de estos encuentros murió su primogénito Ptolomeo, con gran dolor de Pirro, que vengó su muerte acabando con la vida del líder del destacamento lacedemonio con sus propias manos. Cuando llegó a la vecindad de Argos, encontró a Antígono acampado en una de las colinas junto a la ciudad, pero no pudo inducirle a presentar batalla. 
Existía un partido en Argos, que no pertenecía a ninguna de las facciones contendientes, ansiosa por librarse tanto de Pirro como de Antígono. Enviaron una embajada a ambos reyes, rogándoles que se retiraran de la ciudad. Antígono se mostró de acuerdo, y envío a su hijo como rehén, pero Piro rehusó por su parte, y no envió ningún rehén. Al anochecer, Aristeas permitió el paso de Pirro a la ciudad, quien marchó sobre el mercado con parte de sus tropas, dejando a su hijo Heleno con el grueso de las tropas en el exterior. Cuando se dio la alarma, la ciudadela fue ocupada por los argivos de la facción contraria. Areo y sus espartanos, que habían seguido de cerca a Pirro, fueron admitidos en el interior de la ciudad. Antígono pudo introducir también una porción de sus tropas en el interior, bajo el mando de su hijo Alciones, mientras él permanecía fuera con el grueso del ejército. 
A las luces del amanecer, Pirro vio que todas las plazas fuertes se hallaban bajo control enemigo, haciendo necesario que se retirara. Envió órdenes a su hijo Heleno para romper parte de las murallas, lugar por donde podría retirarse con mayor facilidad, pero a consecuencia de un error en la entrega del mensaje, Heleno intentó penetrar en la ciudad por el mismo lugar en que Pirro se retiraba. Las dos mareas se encontraron de frente, y para aumentar la confusión uno de los elefantes cayó al suelo en la puerta, y un segundo se tornó salvaje e ingobernable. Pirro se hallaba a retaguardia, en un lugar más amplio de la ciudad, intentando mantener a raya al enemigo. Mientras combatía, fue ligeramente herido en el pecho por una jabalina y, al girar para vengarse del argivo que le había atacado, la madre del soldado viendo a su hijo en peligro, arrojó desde el tejado de la casa en que se hallaba una pesada teja, que golpeó a Pirro en la nuca. Cayó de su caballo aturdido, y fue reconocido por uno de los soldados de Antígono llamado Zópiro. Fue asesinado allí donde yacía, decapitado y su cabeza enviada a Alciones, que llevó exultante el sangriento trofeo a su padre Antígono. Pero éste apartó la mirada e hizo enterrar su cuerpo con todos los honores. Sus restos fueron depositados en el templo de Démeter.